# Мартін Бібер
Мартін Бібер (нім. Martin Bieber; 10 листопада 1900, Бад-Табарц — 19 жовтня 1974, Дюссельдорф) — німецький воєначальник, генерал-майор вермахту. Кавалер Лицарського хреста Залізного хреста з дубовим листям.

## Біографія
Учасник Першої світової війни, був двічі поранений. 9 липня 1920 року демобілізований. 15 жовтня 1934 року вступив у вермахт, командир піхотної роти. З 26 серпня 1939 року — ордонанс-офіцер в штабі 86-ї піхотної дивізії. З 18 січня 1940 року — командир 2-го батальйону 167-го піхотного полку. Учасник Польської і Французької кампаній, а також Німецько-радянської війни. 2-7 березня 1942 року командував 427-м піхотним полком. З 6 липня 1942 року — командир 193-го, з 25 вересня 1942 року — 184-го піхотного полку. 9 липня 1943 року важко поранений. З 4 листопада 1943 року — командир 86-ї дивізійної групи, з 22 по 30 липня 1944 року — корпусної групи «Е». З 3 вересня 1944 року — командир 62-ї, з 15 вересня 1944 року — 271-ї народно-гренадерської дивізії. 13 травня 1945 року взятий в полон радянськими військами в районі Дойчброда. 19 липня 1949 року військовим трибуналом засуджений до 25 років таборів. 7 жовтня 1955 року переданий владі ФРН і звільнений.

## Звання
- Фенріх (2 квітня 1917)
- Лейтенант (14 грудня 1917)
- Гауптман (15 жовтня 1934)
- Майор (1 лютого 1940)
- Оберстлейтенант (1 квітня 1942)
- Оберст (1 травня 1943)
- Генерал-майор (15 січня 1945)

## Нагороди
- Залізний хрест
  - 2-го класу (4 листопада 1917)
  - 1-го класу (22 вересня 1918)
- Орден дому Саксен-Ернестіне, срібна медаль заслуг з мечами (17 грудня 1917)
- Нагрудний знак «За поранення» в чорному (15 серпня 1918)
- Почесний хрест ветерана війни з мечами (23 січня 1935)
- Медаль «За вислугу років у Вермахті» 4-го класу (4 роки; 2 жовтня 1936)
- Медаль «За Атлантичний вал» (20 квітня 1940)
- Застібка до Залізного хреста
  - 2-го класу (10 червня 1940)
  - 1-го класу (23 червня 1940)
- Штурмовий піхотний знак в сріблі (24 серпня 1941)
- Німецький хрест в золоті (2 січня 1942)
- Нагрудний знак «За поранення» в сріблі (15 лютого 1942)
- Медаль «За зимову кампанію на Сході 1941/42» (18 серпня 1942)
- Лицарський хрест Залізного хреста з дубовим листям
  - лицарський хрест (28 липня 1943)
  - дубове листя (№ 566; 2 вересня 1944)